# Maïde Hamit Lony
 Maïde Hamit Lony, né en 1983 à Abéché, est un administrateur civil et homme politique tchadien, membre du Mouvement patriotique du salut (MPS).

## Biographie
Né en 1983 dans la ville d'Abéché, chef-lieu de la région du Ouaddaï,, Maïde Hamit Lony est le fils de Hamit Lony, un haut cadre militaire tchadien.[réf. nécessaire]
Il est diplômé en droit et en sciences économiques de l'université Lumière-Lyon-II,,.
De retour au Tchad, Maïde Hamit Lony est nommé en mars 2024 secrétaire général au ministère de l'Action Sociale, de la Solidarité nationale et des Affaires humanitaires,.
En 2024, il crée un mouvement de soutien à la candidature du chef de la junte, Mahamat Idriss Déby, lors de sa candidature à l'élection présidentielle.
Le 27 mai 2024, Maïde Hamit Lony fait son entrée au sein du gouvernement de la Cinquième République, dirigé par Allamaye Halina en tant que secrétaire d'État à l'Éducation nationale,.
Le 6 février 2025, après le remaniement et la formation du deuxième gouvernement d'Allamaye Halina, il est promu ministre de la Jeunesse et des Sports,.